# Synaphosus neali
Espèce
Synaphosus neali est une espèce d'araignées aranéomorphes de la famille des Gnaphosidae.

## Distribution
Cette espèce se rencontre au Pakistan et en Iran.

## Description
Le mâle holotype mesure 3,80 mm et la femelle paratype 3,85 mm.

## Étymologie
Cette espèce est nommée en l'honneur de J. Neal.

## Publication originale
- Ovtsharenko, Levy & Platnick, 1994 : A review of the ground spider genus Synaphosus (Araneae, Gnaphosidae). American Museum novitates, no 3095, p. 1-27 (texte intégral).